# Giōrgos Theodotou
Giōrgos Theodotou (in greco: Γιώργος Θεοδότου; Famagosta, 1º gennaio 1974) è un ex calciatore cipriota, di ruolo difensore.

## Carriera

### Club
Ha militato per tutta la carriera a Cipro.

### Nazionale
Ha esordito con la maglia della Nazionale cipriota nel 1996. Da allora ha collezionato 69 presenze sino al 2007.